# Алжир
Алжи́р (араб. الجَزائِر‎, аль-Джаза́ир); официальное название — Алжи́рская Наро́дная Демократи́ческая Респу́блика, сокращённо — АНДР (араб. اَلْجُمهُورِيَّة اَلْجَزَائِرِيَّة اَلدِّيمُقرَاطِيَّة اَلشَّعبِيَّة‎, аль-Джамхури́ййа аль-Джазаири́ййа ад-Димукраты́ййа аш-Ша‘би́ййа, бербер. ⵟⴰⴳⴷⵓⴷⴰ ⵜⴰⵎⴻⴳⴷⴰⵢⵜ ⵜⴰⵖⴻⵔⴼⴰⵏⵜ ⵜⴰⵣⵣⴰⵢⵔⵉⵜ, Tagduda Tadzayrit Tamagdayt Taɣerfant) — государство в Северной Африке в западной части Средиземноморского бассейна, крупнейшее по территории африканское государство. Площадь составляет 2 381 741 км², что чуть больше, чем у Демократической Республики Конго (2-е место по площади на континенте).
Алжир граничит с Марокко на западе, Мавританией и Мали — на юго-западе, Нигером — на юго-востоке и Ливией и Тунисом — на востоке. Бо́льшая часть территории страны лежит в пустыне Сахара.
Столица — город Алжир. Государственные языки — арабский и стандартный алжирский берберский.

## Этимология
Название страны происходит от ойконима её столицы — города Алжир (араб. مدينة الجزائر‎), который получил название благодаря своему местоположению — он был основан в X веке на 4 прибрежных островах, из-за чего было дано название «Эль-Джеза́ир» (араб. «острова́»). В свою очередь название Эль-Джезаир является сокращением старого названия города Джеза́ир Бени́ Ме́згенна (جزائر بني مزغنة‎ — «Острова бану Мезгенна»), которое использовалось такими средневековыми географами, как Мухаммад аль-Идриси и Якут аль-Хамави. В русский язык топоним вошёл в искажённом виде через французский язык (фр. Algers → «город Алжир» → «страна Алжир»).

## Физико-географическая характеристика
На территории Алжира выделяют две геологические области — платформенную сахарскую, образовавшуюся ещё в докембрии, и складчатую атласскую, образовавшуюся во время альпийской складчатости.
Пустыня Сахара занимает 80 % территории страны и состоит из отдельных песчаных (Большой Западный Эрг, Большой Восточный Эрг, Игиди, Эрг-Шеш) и каменистых (плато Танезруфт, Тингерт, Тадемаит, Эль-Эглаб) пустынь. На юго-востоке алжирской Сахары приподнято нагорье Ахаггар, где находится высочайшая точка Алжира — гора Тахат (2908 м). Нагорье Ахаггар является вышедшим на поверхность метаморфическим фундаментом Сахарской платформы возрастом 2 млрд лет. Со всех сторон нагорье окружено ступенчатыми плато Тассилин-Адджер, Тассилин-Ахаггар и горами Муйдир. Север алжирской Сахары лежит на 26 м ниже уровня моря. Здесь расположено солёное озеро Шотт-Мельгир.
На севере Алжира параллельно друг другу тянутся хребты Атласа — Телль-Атлас и Сахарский Атлас, разделённые высокими плато и массивами, прорезанными глубокими ущельями. Альпийский возраст Атласа предопределил его высокую сейсмичность. Последнее разрушительное землетрясение здесь произошло в 2003 году. Землетрясения приносят очень много ущерба, учитывая, что на узкой полосе побережья и предгорий Телль-Атласа проживает 93 % населения страны.
Все реки Алжира представляют собой временные водотоки (уэды), заполняемые в сезон дождей. Реки крайнего севера страны впадают в Средиземное море, остальные теряются в песках Сахары. Они используются для орошения и водоснабжения, для чего на них построены водохранилища и ГЭС. Крупнейшая река — Шелифф (700 км). Котловины озёр (себхи) также заполняются в дождливый период, а летом пересыхают и покрываются соляной коркой толщиной до 60 см. В Сахаре в районах больших запасов подземных вод расположены крупнейшие оазисы.
Недра Алжира богаты нефтью, газом, рудами чёрных и цветных металлов, марганцем, фосфоритом.
Природные зоны: области высотной поясности, полупустыни и пустыни, жестколистные вечнозелёные леса и кустарники.

### Климат
Климат Алжира субтропический средиземноморский на севере и тропический пустынный в Сахаре. Зима на побережье тёплая, дождливая (+12 °С в январе), в горах — прохладная (2—3 недели лежит снег), в Сахаре зависит от времени суток (ночью ниже 0 °С, днём +20 °С). Лето в Алжире жаркое и сухое. Годовое количество осадков — от 0—50 мм в Сахаре до 400—1200 мм в Атласе.

### Растительный и животный мир
Растительность средиземноморского побережья Алжира представлена жёстколистными вечнозелёными деревьями и кустарниками. В горах Атласа произрастают леса из пробкового и каменного дуба, алеппской сосны, можжевельника, сандарака, атласского кедра и листопадных пород деревьев. До высоты 500 м выращивают оливки и фисташки. Растительность Сахары очень бедна и представлена в основном эфемерами и солянками.
Животный мир беден, так как в значительной степени истреблён человеком. В лесах Атласа сохранились зайцы, кабаны и макаки, в Сахаре — гепарды, шакалы, гиены, генетты, лисицы фенек (является национальным животным страны), газели, антилопы-аддакс, хищные птицы, мелкие грызуны, змеи, ящерицы, черепахи; из беспозвоночных — саранча, скорпионы, фаланги, сколопендры.

## История

### Алжир в древности
Найдены каменные орудия, относящиеся к нижнему и среднему палеолиту (400—300 тысяч лет назад). В древности на территории современного Алжира проживали древнеливийские племена. В XII веке до н. э. возникли первые финикийские колонии.
В III веке до н. э. возникли межплеменные союзы массилов и мазезилов. Предводитель массилов Массинисса объединил оба союза в единое государство Нумидия. Царь Нумидии Югурта (116—105 до н. э.) потерпел поражение в Югуртинской войне с Римом и в 46 году до н. э. Нумидия была превращена в римскую провинцию.
В 438 году н. э. прибрежная часть Северной Африки (включая территорию современного Алжира) завоёвана вандалами. В 439 году н. э. создано королевство вандалов и аланов. В 534 году н. э. часть территории современного Алжира завоёвана Византией.

### VII—XIX века
В VII веке территория современного Алжира завоёвана арабами и присоединена к Арабскому халифату. Византийцы были изгнаны. Среди населения страны стремительно распространяется ислам.
В 761—909 годах на территории Алжира существовал хариджитский имамат Тахерт, в котором правили Рустамиды. После его падения под ударами Фатимидов беглецы создали средневековое государство Мзаб в Сахаре. Преемниками Фатимидов стали Зириды. В 1014—1152 годах на значительной части территории Алжира правили Хаммадиды.
В XI веке на территорию Алжира вторглись два арабских племени — бану хиляль и бану сулайм, что ускорило процесс арабизации. Западная часть Алжира была захвачена Альморавидами, которых заменили Альмохады. Тлемсен был столицей государства Зайянидов (Абдальвадидов).
В начале XVI века испанцы захватывают прибрежные города Алжира: Мерс-эль-Кебир (1505), Оран (1509), Беджая (1510), Алжир (1510) и др. Алжирские феодалы обратились к корсарам братьям Барбаросса с просьбой о помощи. Хайреддин Барбаросса правил в Алжире в 1519—1546 годах и признал себя вассалом турецкого султана, от которого получил титул бейлербея. Во 2-й половине XVI века Алжир стал пашалыком (провинцией) Османской империи, разделённой на 3 бейлика: Константина, Титтери (Медеа) и Маскара (Оран). На Варварийском берегу процветает пиратство. В 1711 году дей Баба Али изгнал последнего турецкого пашу и перестал платить дань султану. Европейские государства признали фактическую независимость Алжира. В конце XVIII века государство деев пришло в упадок, резко сократились доходы от корсарства.
В начале XIX века начинается французская колонизация.
- 1830 год — начало французского колонизационного вторжения. Вооружённая борьба (например, восстание Абд аль-Кадира) длится чуть ли не до конца XIX века.
- 1848 год — Алжир объявлен территорией Франции (Французский Алжир), разделён на департаменты во главе с префектами и возглавляется французским генерал-губернатором.

### XX век
- Апрель 1940 года — во время Второй мировой войны после капитуляции Франции перед гитлеровской Германией Алжир становится источником сырья и продовольствия для Германии и Италии.
- Ноябрь 1942 года — в Алжире высажен англо-американский десант. В наступлении на Тунис на стороне союзников принимают участие и французские войска, в значительной степени укомплектованные алжирцами, марокканцами и жителями других французских колоний в Африке.
- 1954 год — в Алжире сформирован Фронт национального освобождения (ФНО).
- В 1957 году Францией были начаты работы по строительству полигона для ядерных испытаний в Алжире. 3 ноября 1959 года генерал Шарль де Голль выступил с речью в Центре высших военных исследований. Он заявил, что главная цель ядерной программы Франции заключается в создании национальных ударных сил на основе ядерного оружия, которое могло бы быть применено в любой точке земного шара.

Разработчиком французского ядерного оружия стал Бертран Голдшмидт, работавший с Марией Кюри и участвовавший в Манхэттенском проекте.
13 февраля 1960 года Франция провела первое атмосферное ядерное испытание на полигоне вблизи города Регган в провинции Адрар, на юго-западе Алжира (примерно 70 килотонн тротилового эквивалента — для сравнения, в Хиросиме был взорван ядерный заряд от 13 до 18 килотонн, в Нагасаки — примерно в 21 килотонну). Всего, по официальным данным, Франция произвела в Алжире 17 ядерных взрывов.
Ин-Эккер — полигон для французских 13 ядерных испытаний между 1961 и 1966 годами.
По алжирским данным, в некоторых районах возле Реггана уровень радиации даже сейчас намного превышает допустимые нормы.
В дальнейшем, после освобождения Алжира, Франции пришлось подыскивать другой полигон. Для этой цели в 1963 году были выбраны атоллы Муруроа и Фангатауфа во Французской Полинезии.
Специалист алжирского Центра ядерных исследований (CRNA) Аммар Мансури (Ammar Mansouri) считает, что после провозглашения 18 марта 1962 года Алжиром независимости Франция продолжила секретные испытания, в обмен на Эвианские соглашения, по которым генерал де Голль признал независимость Алжира, и ещё до 40 ядерных взрывов были произведены до 1966 года, в дополнение к основным испытаниям, но гриф секретности с этих сведений до сих пор не был снят.
В сентябре 1959 года правительство Франции признало право алжирцев на самоопределение, однако этот ход был встречен французскими колонистами и «правыми» в штыки, дважды устраивались крупные антиправительственные мятежи с целью пресечь процесс передачи политической власти местному населению. ФНО начинает войну за независимость, приведшую к большим жертвам, число которых колеблется, по разным оценкам, от 300 тыс. до 1 миллиона. Большую долю этого числа составляют мирные жители. Переговорный процесс завершился подписанием 18 марта 1962 года соглашений о прекращении огня и самоопределении Алжира путём референдума (Эвианские соглашения). Во время референдума в Алжире явка составила 91 %, за самоопределение Алжира проголосовало 99,7 % явившихся, а во Франции мнения разделились примерно поровну, итого получилось 64 % «за». В соответствии с ранее достигнутыми договорённостями в 1964 году Франция вывела свои войска, к 1 июля 1967 года эвакуировала военные базы в Сахаре, в феврале 1968 года эвакуировала военно-морскую базу в Мерс-эль-Кебире. Экономические активы крупных французских компаний в Алжире, по букве Эвианских соглашений, остались в их руках, хотя имущество колонистов было национализировано. Алжир вышел из НАТО.
Попытки созданной в 1961 году ушедшей в подполье военно-фашистской организации ОАС (фр. Organisation armée secrète) сорвать выполнение соглашений путём массового террора в городах успехом не увенчались.
Во время референдума 1 июля 1962 года подавляющее большинство алжирцев высказалось за независимость, которая была немедленно признана правительством Франции. Свыше миллиона европейцев и их сторонники из числа местных жителей в спешном порядке покинули страну. По итогам кровопролитной войны против французских колониальных войск в 1962 году Алжир становится независимым социалистическим государством.
В декабре 1965 года на космодроме Хаммагир произведён запуск первого французского спутника, а в 1967 году космодром закрывается.
Первое правительство независимого Алжира возглавляет лидер (ФНО) Ахмед Бен Белла. В 1965 году состоялся военный переворот, к власти приходит Хуари Бумедьен, министр обороны и бывший соратник Бен Беллы, провозгласивший курс на строительство социалистической по сути, но прагматичной по духу экономико-политической системы, с учётом алжирской специфики и без ориентации на какие-либо образцы. В стране устанавливается однопартийная система. В этот период окрепли и расширились связи между СССР и Алжиром, зародившиеся ещё в период войны за независимость Алжира, который теперь считался одним из союзников СССР, идущим по «некапиталистическому пути развития». Последующие 25 лет становятся для Алжира периодом сравнительной стабильности.
После смерти Бумедьена развернулась недолгая борьба между прозападной и левой фракциями в правящей партии, и в итоге страну (и в 1979 году партию) возглавил компромиссный кандидат, Шадли Бенджедид. В период его правления сказались все экономические недочёты предыдущего президента, и к концу 1980-х годов страна оказалась на грани экономического коллапса. В 1986 и 1988 годах имели место массовые беспорядки, вызванные ухудшением качества жизни, для обуздания которых пришлось привлекать армию.
В 1980-е годы произошёл идеологический поворот в религиозной области, алжирское руководство в поисках источников экономической помощи взяло курс на сотрудничество с консервативными мусульманскими странами, вкладывая значительные средства в развитие исламской инфраструктуры. При этом местное духовенство идейно и финансово переориентируется на религиозные центры стран Персидского залива. В итоге происходит резкое усиление фундаменталистских настроений в среде духовенства и религиозных активистов. Фундаменталисты требуют переустройства общества по законам шариата, и последовательно выступают против светских властей, обвиняя их в отходе от ислама. В условиях нарастающего экономического и политического кризиса исламисты заявили претензии на власть с целью построения теократического государства полностью на основе шариата и заветов Корана.
К концу 1980-х годов противоречия между сторонниками светской власти и исламистами переросли в гражданскую войну, закончившуюся разгромом фундаменталистов.
В декабре 1991 года — после того, как стало ясно, что в результате первого раунда первых многопартийных выборов в стране победу начинает одерживать Исламский фронт спасения, алжирские военные отменили второй раунд, заставили президента страны Шадли Бенджедида уйти в отставку, установили военный режим и запретили Исламский фронт спасения. На это исламисты отреагировали уходом в подполье и террором. Тактика экстремистов строилась как на ударах по военно-полицейским силам и представителям элиты, так и на запугивании населения. Апофеозом её стало убийство президента страны, Мухаммеда Будиафа в июне 1992 года. Крупномасштабная гражданская война продлилась почти десятилетие, а отдельные инциденты наблюдаются по настоящее время. За прошедшие годы война унесла жизни свыше 100 тыс. человек, в основном ставших жертвами показательных массовых расправ и террористических актов исламистских группировок. Государству был причинён огромный экономический ущерб.
Только жёсткая линия военного руководства Алжира в 1992—1999 годах позволила сбить волну террора и принудила экстремистов пойти на переговоры о национальном примирении. К борьбе с экстремистами широко привлекалось местное население в форме отрядов самообороны. Это затрудняло действия экстремистов на многих территориях, обеспечивало их политическую изоляцию от общества и высвобождало значительные силы армии и спецподразделений для активных действий. Большое значение придавалось установлению контроля над исламской инфраструктурой, последовательному удалению из мечетей радикальных имамов, а также пресечению каналов внешнего финансирования как вооружённого крыла экстремистов, так и их политических структур.
27 апреля 1999 года президентом страны был избран многолетний министр иностранных дел страны, известный политик Абдель Азиз Бутефлика.

### XXI век
С весны 2001 года политическую ситуацию в стране осложнил кризис в Кабилии — регионе с преимущественно берберским населением к востоку от столицы страны. Массовые выступления берберов были подавлены жандармерией (внутренние войска), применившими оружие, по официальным данным погибли 60 человек и ранены две тысячи человек. Жёсткие репрессии властей вызвали массовые акции гражданского неповиновения и привели к созданию неформального органа самоуправления берберских районов — Координационного совета деревенских комитетов Кабилии, одним из требований которого стало придание берберскому языку тамазиг статуса второго (после арабского) официального языка.
- Апрель 2004 года. После второй победы Абдельазиза Бутефлики на президентских выборах была объявлена частичная амнистия, по условиям которой мятежникам гарантировалось прощение, если они добровольно сдадутся и разоружатся.
- Сентябрь 2005 года. На всенародном референдуме одобрен правительственный проект «Хартия за мир и согласие», предусматривающий амнистию бывших членов бандформирований, прекращающих вооружённую борьбу с властями и желающих вернуться к мирной жизни. Однако крупнейшая в стране исламистская группировка «Салафистская группа проповеди и джихада» (ок. 1000 боевиков), присоединившаяся в 2004 к международной террористической сети «Аль-Каида», официально объявила об отказе от участия в этом проекте.
- Октябрь 2006 года. Лидер «Салафистской группы проповеди и джихада» Абу Мусаб Абдель Вудуд заявил о начале «долгосрочной войны против интересов США и Запада в регионе Арабского Магриба».
- Сентябрь 2009 года. Президентом страны в 3-й раз избран Абдель Азиз Бутефлика.

#### Алжир во время Арабской весны
Волнения в Алжире начались с начала декабря 2010 года, раньше, чем в Тунисе, вызваны безработицей, плохим положением молодёжи в Алжире, нехваткой жилья. Важную роль здесь сыграло и резкое подорожание продовольствия, нанёсшее удар по бедным слоям населения. Усилились под влиянием победы революции в Тунисе и приобрели заметный размах начиная с 1 января 2011 года.
- 1 января — Протесты против подорожания продовольствия на 30 % в столице, далее по регионам страны;
- 22 января — Демонстрация в Алжире, 42 пострадали, несколько человек арестовано[11];
- 3 февраля — президент Алжира А. Бутефлика сообщил о начале политических реформ в ближайшее время — снятие чрезвычайного положения (с 1992 года), доступ на радио партий, мирные демонстрации (кроме Алжира)[12];
- 12 января 2011 года на улицах столицы страны состоялась многотысячная акция протеста, около 400 человек были на короткое время задержаны полицией[13];
- 12 февраля — демонстранты на площади в Алжире, несколько тысяч человек, столкновения с полицией;
- 24 февраля — отменено чрезвычайное положение, действовавшее 19 лет[14].

#### Протесты 2019 года
В феврале 2019 года в Алжире вспыхнули массовые протесты против выдвижения 82-летним президентом Алжира Абдель Азиза Бутефликой своей кандидатуры на пятый срок. В результате выступлений протестующих Бутефлика отказался от участия в очередных выборах, перенёс их на более поздний срок и созвал Общенациональную конференцию Алжира для разработки новой конституции, по которой будет проведён референдум.

## Государственное устройство
Согласно Конституции, Алжир — президентско-парламентская республика. Глава государства — президент, избираемый населением на 5-летний срок. В апреле 2019 в результате массовых протестов исполняющим обязанности президента стал Абдель Кадер Бенсалах.
Парламент Алжира — законодательный (представительный) орган. Совет нации — 174 места, треть назначается президентом, две трети избираются непрямыми выборами на 6-летний срок. Национальная народная ассамблея — нижняя палата Парламента Алжира — состоит из 407 мест, избираемых населением на 5-летний срок по пропорциональной избирательной системе в 59 многомандатных избирательных округах, соответствующих 58 провинциям (вилайетам) страны, плюс один округ, представляющий диаспору за рубежом. Каждому округу выделяется количество мест в зависимости от его населения: одно место на сегмент в 120 тыс. жителей, плюс одно место для любого оставшегося сегмента в 60 тыс. жителей, минимум три места на избирательный округ. Партийные списки открытые, с преимущественным голосованием и избирательным барьером в 5 % от поданных голосов. После подсчёта голосов распределение мест производится в соответствии с методом, известным как «самый сильный остаток».
Крупнейшие партии, представленные в парламенте, — левоцентристский Фронт национального освобождения (208 мест), консервативное Национальное демократическое объединение (68 мест), исламистский блок «Зелёный Алжир» (48 мест). Эти три партии входят в «Президентский альянс», лояльный президенту Бутефлика. 

Парламентскую оппозицию представляют кабильский Фронт социалистических сил (27 мест), троцкистская Партия трудящихся (24 места) и ряд мелких партий.

## Административное деление
Алжир разделён на:
- 48 вилайетов (араб. ولاية‎),
- 553 округа (араб. دائرة‎; «дайра»)
- 1541 коммуну (фр. commune, араб. بلديات‎, ед.ч. بلدية баладийя).

Ниже перечислены все 48 вилайетов. Цифры в списке соответствуют цифрам на карте.
1. Адрар
2. Эш-Шелифф
3. Лагуат
4. Умм-эль-Буаги
5. Батна
6. Беджая
7. Бискра
8. Бешар
9. Блида
10. Буира
11. Таманрассет
12. Тебесса
13. Тлемсен
14. Тиарет
15. Тизи-Узу
16. Алжир
17. Джельфа
18. Джиджель
19. Сетиф
20. Саида
21. Скикда
22. Сиди-Бель-Аббес
23. Аннаба
24. Гельма
25. Константина
26. Медеа
27. Мостаганем
28. Мсила
29. Маскара
30. Уаргла
31. Оран
32. Эль-Баяд
33. Иллизи
34. Бордж-Бу-Арреридж
35. Бумердес
36. Эль-Тарф
37. Тиндуф
38. Тисемсильт
39. Эль-Уэд
40. Хеншела
41. Сук-Ахрас
42. Типаза
43. Мила
44. Айн-Дефла
45. Наама
46. Айн-Темушент
47. Гардая
48. Гализан (Релизан)

## Экономика
Алжир — слаборазвитое аграрно-индустриальное нефтеэкспортирующее государство. Основа экономики Алжира — это газ и нефть. Они дают 30 % ВВП, 60 % доходной части госбюджета, 95 % экспортной выручки. По запасам газа Алжир занимает 8-е место в мире и 4-е место в мире по экспорту газа. По запасам нефти Алжир на 15-м месте в мире и на 11-м месте по её экспорту. Власти Алжира прилагают усилия по диверсификации экономики и привлечению иностранных и внутренних инвестиций в другие отрасли. Структурные изменения в экономике, такие, как развитие банковского сектора и строительство инфраструктуры, идут медленно, отчасти из-за коррупции и бюрократизма.
ВВП на душу населения в 2012 году — 8,7 тыс. долл. (91-е место в мире). Ниже уровня бедности — 17 % населения. Безработица — 15,8 % (в 2008 году). Коэффициент Джини — 0,33. Средняя зарплата в 2009 году составила (в долл. США) 510 долл.
Сферы занятости работающих — на госслужбе 32 %, в торговле 14,6 %, в сельском хозяйстве 14 %, в промышленности 13,4 %, в строительстве и коммунальном хозяйстве 10 %, в прочем 16 % (в 2003 году).
Промышленность (62 % ВВП в 2008 году) — добыча нефти и газа, лёгкая промышленность, горнорудная, энергетическая, нефтехимическая, пищевая.
Сельское хозяйство (8 % ВВП в 2008) — пшеница, ячмень, овёс, виноград, оливки, цитрусовые, фрукты; разводятся овцы, коровы.
Экспорт (37,4 млрд долл. в 2017 году) — природный газ (42 %), сырая нефть (34 %), нефтепродукты (18 %), химикаты (3 %), а также сельхозпродукция (сахар, соки, фрукты и др.).
Основные покупатели — Италия ($5,36 млрд.), Испания ($4,72 млрд.), Франция ($4,23 млрд.), США ($3,7 млрд.) и Турция ($2,27 млрд.).
Импорт (46,9 млрд долл. в 2017) — машины и оборудование (25,5 %), транспортные средства (11,3 %), сельхозсырьё и необработанное продовольствие (13,8 %), металлы и сплавы (12,6 %), химические товары, включая лекарства (9,1 %), готовые продукты питания (6 %).
Основные поставщики — Китай ($7,78 млрд.), Франция ($5,12 млрд.), Италия ($3,62 млрд.), Испания ($3,21 млрд.) и Германия ($2,93 млрд.).
Общая протяжённость трубопроводов для транспортировки природного газа, сжиженного нефтяного газа, газового конденсата и сырой нефти — 15,7 тыс. км.
Внутренняя сеть магистральных газопроводов имеет общую протяжённость 8,4 тыс. км. Действует газопровод Трансмед (Алжир — Тунис — Италия) протяжённостью 2,6 тыс. км (в том числе 550 км на территории Алжира) и Магриб — Европа (Алжир, Марокко, Испания) — 1365 км.
Общая длина нефтепроводов (5,9 тыс. км) позволяет осуществлять перекачку к побережью 84 млн т нефти ежегодно. Основные нефтепроводы: Хауд-эль-Хамра-Арзев, Хауд-эль-Хамра-Беджая, Ин-Аменас-Сехира (Тунис), Хауд-эль-Хамра-Месдар-Скикда.

## Транспорт
Через Алжир проходит два трансафриканских автомобильных маршрута:
- Шоссе Каир-Дакар[англ.]
- Транссахарское шоссе

На автотранспорт приходится 85 % внутренних пассажирских и 73 % грузовых перевозок.
Автодороги:
- общая протяжённость — 104 000 км;
- с покрытием — 71 656 км;
- без покрытия — 32 344 км.

Объём железнодорожных перевозок: грузовых — 2082 млн т/км, пассажирских — 2077 млн пасс./км (2005).
Железные дороги:
- общая протяжённость — 3973 км;
- со стандартной колеёй — 2888 км (колея — 1,432 м; 283 км электрифицировано);
- с узкой колеёй — 1085 км (колея — 1,055 м) (2014).

Морской транспорт выполняет 70 % внешнеторговых грузовых перевозок (железнодорожный — 20 %, автомобильный — 10 %).
Торговый флот:
- всего — 114;
- судов разных типов: балкеры — 2, сухогрузы — 11, нефтяные танкеры — 10, другие — 91 (2019).

Порты и терминалы: Алжир, Аннаба, Арзев, Беджайя, Оран, Мостаганем, Скикда.
Авиатранспорт перевозит в среднем 3,5 млн пассажиров в год (2863 млн пасс./км). Главный международный аэропорт — Дар-эль-Бейда. Международные рейсы принимают ещё 6 аэропортов, в том числе в Константине и Оране.
Аэропорты — 149 (2020).
Аэропорты с взлётно-посадочными полосами с твёрдым покрытием:
- всего — 67;
- свыше 3047 м — 14;
- от 2438 до 3047 м — 27;
- от 1524 до 2437 м — 18;
- от 914 до 1523 м — 6;
- менее 914 м — 2 (2020).

Аэропорты с взлётно-посадочными полосами без твёрдого покрытия:
- всего — 82;
- от 2438 до 3047 м — 2;
- от 1524 до 2437 м — 16;
- от 914 до 1523 м — 36;
- менее 914 м — 28 (2020);
- Вертолётные аэродромы — 3 (2013).

Трубопроводы: конденсат — 2600 км, газ — 16 415 км, сжиженный нефтяной газ — 3447 км, нефть — 7036 км, продукты нефтепереработки — 144 км (2013).

## Население
Последняя перепись населения Алжира проведена 16—30 апреля 2008 года. По данным переписи, численность населения страны в 2008 году составила 34 080 030 чел. Годовой прирост — 1,2 % (фертильность — 1,8 рождений на женщину). Городское население — 65 % (в 2008). Грамотность — 79 % мужчин, 60 % женщин (оценка на 2002 год).
Этнический состав: арабы и арабизированные берберы — около 83 %, берберы — около 17 %, прочие — менее 1 %.

### Языки
Литературный арабский является официальным языком Алжира. Стандартный алжирский берберский язык признан в качестве национального языка. Также значительная часть населения (33 %) владеет французским (лингва франка). Распространены различные берберские диалекты и алжирский диалект арабского языка.

### Религия
Религия: мусульмане, преимущественно сунниты — 99 %, прочие (включая христиан и иудеев) — менее 1 %.

## Культура
- Столица страны сохраняет черты французской архитектуры
- Мечеть Хасана-паши
- Алжирские традиционные наряды
- Музыканты на полотне
- Кускус — национальное кушанье Алжира

## СМИ
Государственная телекомпания — EPTV (Établissement public de télévision — «Общественное учреждение телевидения») (до 24 апреля 1991 года — ENTV (Entreprise nationale de télévision — «Национальное управление телевидения»)), государственная радиокомпания — ENRS (Entreprise nationale de radiodiffusion sonore — «Национальное управление звукового радиовещания»), включает в себя Chaîne 1 (запущен в 1944 году, вещает на арабском), Alger Chaîne 2 (запущен в 1948 году, вещает на берберском), Alger Chaîne 3 (запущен в 1926 году, вещает на французском), Radio Coran (запущен 12 июля 1991 года), Radio Culture, Radio Algérie Internationale (запущена 19 марта 2007 года, вещает на арабском, французском, английском и испанском языках), Jil FM (запущен 2 февраля 2008 года). ENRS и EPTV созданы 1 июля 1986 года путём разделения государственной телерадиокомпании RTA (Radiodiffusion télévision algérienne — «Алжирское радиовещание и телевидение»), созданной 28 октября 1962 года, на базе радиостанции Radio Alger, входившей во французскую государственную телерадиокомпанию RTF, контроль за соблюдением законов о СМИ осуществляет Управление регуляции аудиовизуала (Autorité de régulation de l’audiovisuel, سلطة ضبط السمعي البصري, Ṣulṭat Ḍabṭ as-Sam‘ī al-Baṣarī), назначается Президентом.

## Образование
Алжир добился заметных достижений в области просвещения. В стране работают 8 университетов (в том числе в городах Алжир, Аннаба, Оран, Константина), 172 других высших учебных заведений, 700 центров профессионально-технического образования.
Некоторые университеты, например, Алжирский институт нефти, были созданы при участии СССР.

## Вооружённые силы
В период с 2016 по 2020 год Алжир занимал шестое место в списке крупнейших мировых импортёров вооружений. С 2013/2014 гг. Алжир в больших масштабах закупает технику, произведенную в Германии, с 2017 года Алжир входит в список 10 крупнейших импортёров оружия из Германии.
Главным событием августа 2004 года в стране стала отставка начальника Генштаба Национальной народной армии Алжира, корпусного генерала Мохаммеда Ламари. Президент, верховный главнокомандующий и министр обороны Абдельазиз Бутефлика назначил на этот пост генерал-майора Салаха Ахмеда Гаида, ранее занимавшего пост командующего Сухопутными войсками Алжира.

## В астрономии
В честь Алжира назван астероид (1213) Алжир, открытый 6 декабря 1931 года французским астрономом Ги Рейссом в Алжирской обсерватории